# Етеокло (Ифијев син)
Етеокло (грч. Ἐτέοκλος) био је, у  грчкој митологији, син  Ифија, краља  Арга. Учествовао је у походу  Седморице против Тебе, а неки га  антички аутори убрајају и међу седморицу вођа. У Еурипид овој  трагедији  Хикетиде Адраста га описује као младог и сиромашног али поштеног човека који је одбијао да прими скупоцене поклоне од пријатеља и кога су његови суграђани  Аргивцима веома поштовали.
У Есхиловој трагедији Седморица против Тебе Етеокло је један од седморице вођа у рату против  Тебе и предводи напад Неитска врата, једну од седам градских капија, носећи при том штит на коме је представљен неки човек како се помоћу мердевина пење на кулу уз натпис да га ни Арес одатле не може срушити. Етеоклу се супротставља  Мегареј.